# عسکر مکرم
لشکر یا در زبان عربی عَسکَر مُکْرَم شهری بود از نواحی خوزستان در زمان خلیفه عباسی حجاج بن یوسف  به نام عربی عسکر مکرم نامیده می‌شد و امروزه در محدوده شهرستان شوشتر واقع است.  این شهر پیش از اسلام روستاگ کواد (رستم کواذ، رستاکواذ و رستم‌قباد هم ذکر شده) نامیده می‌شد و ظاهراً در زمان ساسانیان شهر بااهمیتی بوده‌است.  این شهر میان دو رود شوشتر (شطیط) و مَسرُقان (گرگر) واقع بود. امروزه محوطه تاریخی شهر لشکر (عسکر مکرم) در شمال شرقی روستای امروزی بند قیر در ۳۵ کیلومتری جنوب شوشتر در دو کرانه رودخانه گرگر گسترده است.

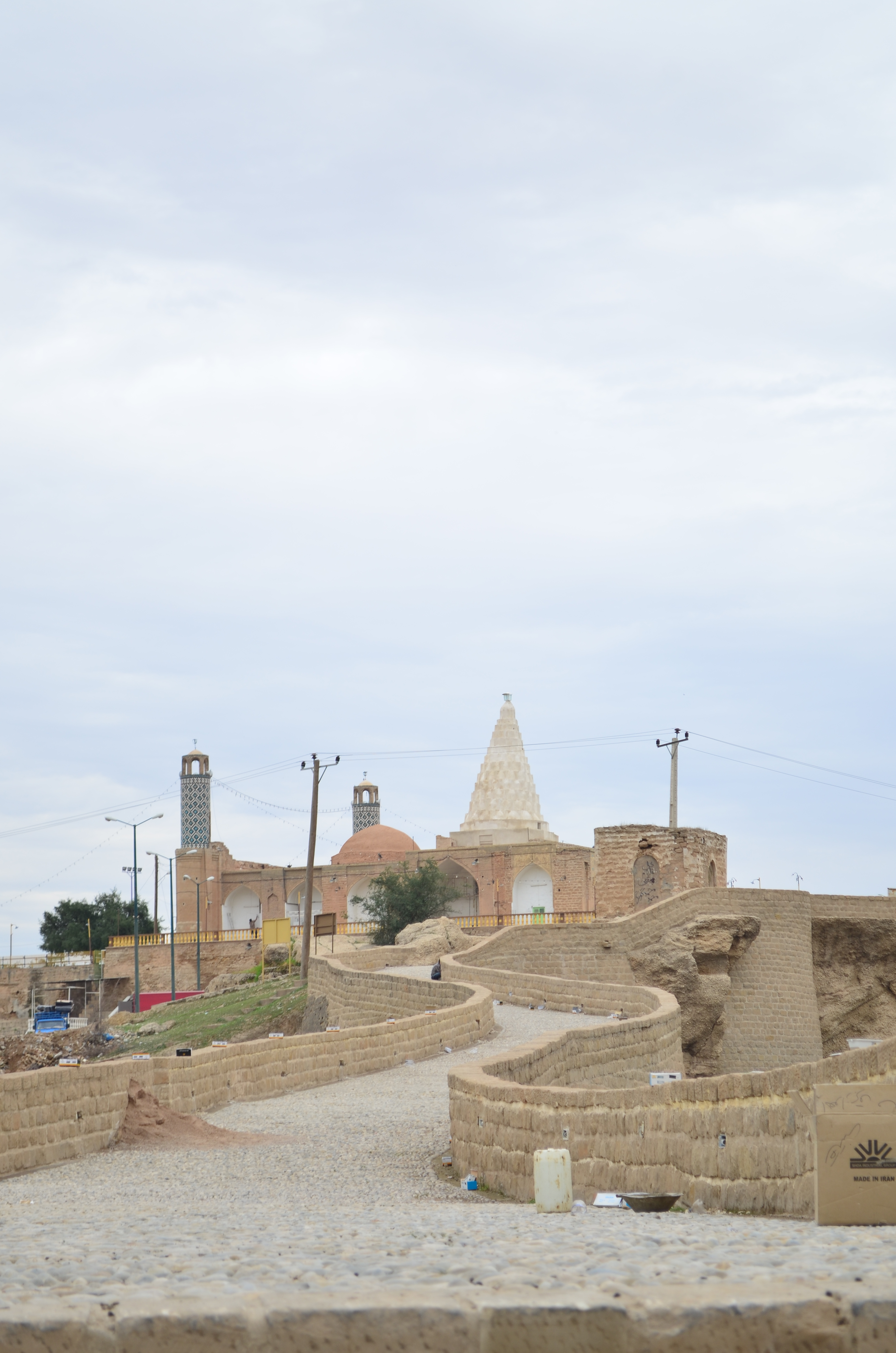
پل دروازه لشکر در شوشتر (دروازه شهر شوشتر به سمت شهر لشکر)

نام دوران اسلامی این شهر یعنی عسکر مکرم منسوب به مکرم بن معزاء حارث، یکی از افراد بنی جَعْوَنةبن حارث بن نُمَیربن عامربن صعصعة. است و در توصیف آن آمده که دارای علمای بسیار و خرم و آباد و بانعمت، و همه نوع شکر و قند در آن وجود داشت و در این شهر از ابریشم خام مقنعه و دستمال و پارچه می‌ساختند. طبق منابع مکتوب جغرافیدانان و جهانگردان دوره اسلامی این شهر از شهرهای مهم جنوب غربی ایران و حتی در دوره‌ای کرسی ولایت اهواز بوده است. این شهر در دوره رونق خود تأمین کننده شکر در محدوده کشورهای اسلامی تا مصر بوده است. بررسیهای باستان شناختی بر روی این محوطه نشان داد که گستره شهر لشکر (عسکر مکرم) در حدوده ۵۰۰ هکتار است. شهر تاریخی مذکور دارای دو بخش مسکونی و صنعتی بوده است و بر اساس داده‌های مورخان و جغرافیدانان ارتباط بین دو بخش شرقی و غربی شهر عسکر مکرم توسط پل‌هایی که از کنار هم قرار دادن قایقهایی بر رودخانه ایجاد شده بود امکان‌پذیر بوده است.
شهر دارای بازاری باشکوه بود که با مسجد جامع هر دو در جانب غربی واقع بودند. ازجملهٔ مشکلات عسکر مکرم وجود عقربهای سمی در آن شهر بود که هیچ‌کس از گزند آنان بی نصیب نمی‌ماند.

سکه یافت شده در شهر لشکر (عسکر مکرم)

## دانشوران شهر
- میرمان عسکری:

ابوبکر محمد ابن علی ابن اسماعیل معروف به میرمان عسکری عالم نحو بوده او در لشکر (عسکر مکرم) پله‌های ترقی را طی کرد
- ابوهلال عسکری:[۱۳]

حسن بن عبدالله بن سهل بن سعید بن یحیی بن مهران عسکری از عالمان به علم لغت عربی در زمان خود بوده ملقب به ابوهلال عسکری و لقب عسکری او به دلیل وجودش در شهر لشکر (عسکر مکرم) بوده است.
- ابو علی عسکری:

حسن ابن عبدالله ابن سهل ثانی از عالمان لغت و ادب عربی. 
- ابو احمد عسکری:

ابو احمد بن عبدالله بن سعید عسکری از پیشوایان ادب و صاحب کتاب اخبار و نوادر

## وضع فعلی
محوطه تاریخی عسکر مکرم مربوط به دوره  اسلامی که در سال ۱۳۱۰ در فهرست آثار ملی به ثبت رسیده به دلیل خاکبرداری، طغیانهای فصلی رودخانه گرگر، کشاورزی، وجود حفاران غیرمجاز و قرار گرفتن در محدوده شهرک جدید رامین در معرض تخریبهای مداوم قرار گرفته است. محوطه عسکر مکرم مجموعه‌ای از تپه، دشت و رودخانه است. طغیانهای فصلی رودخانه گرگر، کشاورزی، بارش باران، ایجاد شیارهای عمیق، وجود حفاران غیرمجاز، قرار گرفتن در محدوده شهرک جدید رامین، عدم انجام هرگونه فعالیت پژوهشی و کاوش از جمله دلایل نامشخص بودن گستره شهر عسکر مکرم و تخریبهای پی در پی آن است. هراز گاهی بیلهای مکانیکی اقدام به خاکبرداری از محوطه عسکر مکرم می‌کنند و علاوه بر کشاورزان که روی زمینهای این محوطه تاریخی کار می‌کنند جاده‌سازی و گود برداری برای احداث خط لوله آب نیز در حال انجام است.

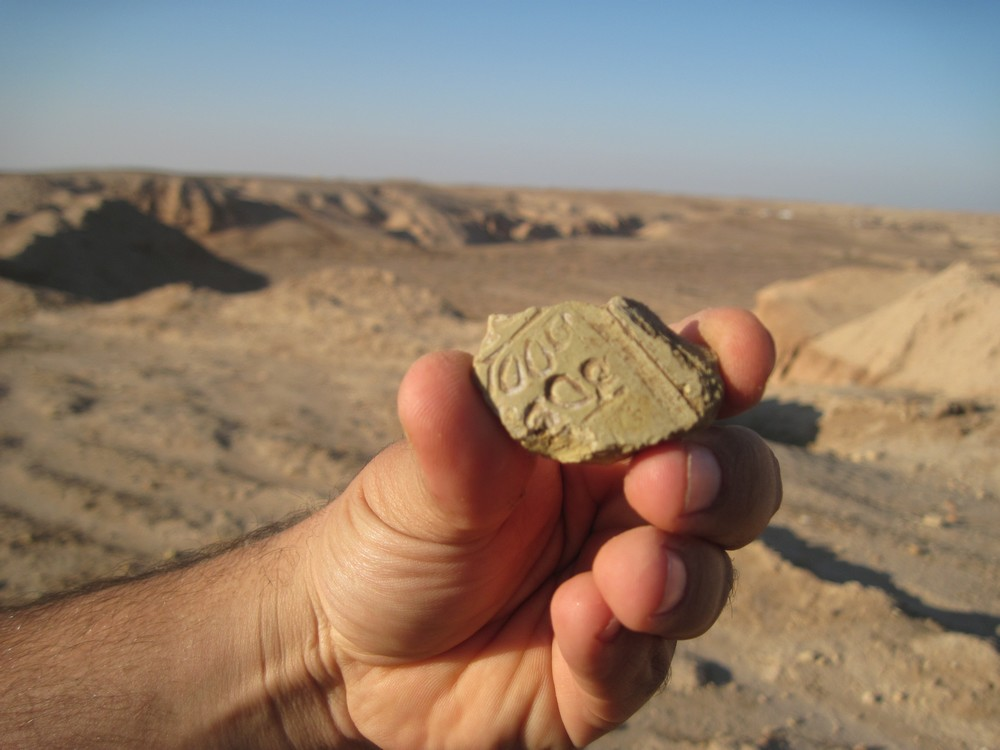
آثار موجود در عسکر مکرم که بدون مراقبت باقی مانده